# Kaos (serie de televisión)
Kaos es una serie de televisión británica de 2024, de mitología y humor negro.
Fue creada por la actriz y escritora Charlie Covell (n. 1984) para Netflix.
Cuenta cómo seis humanos llegan a descubrir la conexión entre ellos y una profecía antigua de larga data mientras lidian con dioses corruptos y arrogantes de la mitología griega.
La serie se estrenó el 29 de agosto de 2024. En septiembre de 2024, la serie fue cancelada después de una temporada.

## Premisa
El todopoderoso pero inseguro Zeus (Jeff Goldblum) comienza a temer el fin de su reinado al notar una arruga en su frente, que posiblemente indica el fin del mundo. Se vuelve paranoico y vengativo con sus vasallos, y luego, con los seis humanos conectados con la antigua profecía posiblemente relacionada con el fin de su reinado y el posible apocalipsis del mundo. Mientras tanto, los seis humanos comienzan a descubrir cómo se conectan entre sí y las grandes conspiraciones que involucran a los dioses griegos.

## Reparto
- Jeff Goldblum (71) como Zeus
- Janet McTeer (62) como Hera
- Cliff Curtis (55) como Poseidón
- Stephen Dillane (66) como Prometeo
- Aurora Perrineau (29) como Riddy (Eurídice)
- David Thewlis (50) como Hades
- Killian Scott (38) como Orfeo
- Debi Mazar (49) como Medusa
- Misia Butler (23) como Céneo (nacido como Cénide)
- Stanley Townsend (62) como Minos
- Ramón Tikaram (56) como Caronte
- Billie Piper (41) como Casandra
- Moiras
  - Suzy Eddie Izzard (61) como Láquesis
  - Ché (34) como Cloto
  - Sam Buttery (40) como Átropos
- Furias
  - Cathy Tyson (58) como Alecto
  - Donna Banya (30) como Tisi (Tisífone)
  - Natalie Klaymar (32) como Meg (Megera)
- Leila Farzad (42) como Ari (Ariadna)
- Nabhaan Rizwan (27) como Dionisio
- Rakie Ayola (55) como Perséfone
- Fady Elsayed (30) como Glauco
- Daniel Lawrence Taylor (43) como Teseo
- Mat Fraser (35) como Dédalo
- Amanda Douge (47) como Andrómaca
- Joe McGann (65) como Polifemo
- Tomi Egbowon-Ogunjobi (45) como Dea Tácita
- Shila Ommi (48) como Pas (Pasífae)
- Gilian Cally como Hécuba
- Daniel Monks como Astianacte, hijo de Andrómaca y nieto de Hécuba

## Producción

### Desarrollo
El 10 de junio de 2018, fue anunciado que Netflix encargó a Sisters Media ocho capítulos de una hora para Kaos.
Charlie Covell colaboró como creadora y productora ejecutiva.
También se anunció que Nina Lederman de All3Media junto con Tanya Seghatchian y John Woodward de Brightstar iban a unirse a Charlie Covell como coproductores ejecutivos.
Luego, se anunció que Katie Carpenter sería la productora de la serie, con Harry Munday y Michael Eagle-Hodgson también trabajando en producción, y con Georgi Banks Davies confirmado como el director principal y el coproductor ejecutivo.
Runyararo Mapfumo dirigió la segunda parte de la serie.
El 13 de julio del 2022 se anunció que Georgia Christou sería la escritora del capítulo 6.

### Elección del reparto
El 27 de mayo de 2022, Aurora Perrineau fue elegida como Riddy, una de los personajes principales de la serie.
El 29 de junio de 2022 se anunció a otros miembros del elenco:
Hugh Grant,
Janet McTeer,
David Thewlis,
Cliff Curtis,
Killian Scott,
Misia Butler,
Nabhaan Rizwan y
Leila Farzad.
Otros miembros son Stanley Townsend y Rakie Ayola, cuyos roles no fueron revelados. Además, Billie Piper se unió al elenco en un rol menor.
El 13 de julio de 2022, Jeff Goldblum reemplazó a Hugh Grant como Zeus, ya que este último tuvo que renunciar debido a problemas con la disponibilidad horaria.
El 22 de agosto de 2022, Debi Mazar se unió al elenco como una reimaginación de Medusa.

### Filmación
El 22 de agosto de 2022, se reveló que la serie había comenzado a realizar filmaciones en España.[cita requerida] Entre las localizaciones de la grabación se encuentra el monasterio de San Miguel de los Reyes en Valencia.